# Eberhard Glauner
Eberhard Glauner (* 3. Dezember 1936 in Köln; † 7. Januar 2013) war ein deutscher Jazzmusiker (Trompete, Kornett, Gesang), Rechtsanwalt und Kabarettist.

## Leben und Wirken
Glauner kaum durch Sendungen des Hörfunks zum Jazz. Er studierte in Tübingen und Innsbruck Rechtswissenschaften und ließ sich in Stuttgart als Anwalt nieder. 1974 gründete er in Stuttgart die Solid Old Jazzband, mit der im Bereich des Traditional Jazz wirkte und zwei Alben einspielte. Er begleitete Wild Bill Davison und weitere internationale Solisten. 19 Jahre lang wirkte er zudem als Vorsitzender der Stuttgarter Interessengemeinschaft Jazz. Von 1976 bis 1978 war er der Vorsitzende des Anwaltsverbands Baden-Württemberg im Deutschen Anwaltverein. Bis 2008 leitete er das Stuttgarter Juristenkabarett, mit dem er abendfüllende Programme im Stuttgarter Renitenztheater aufführte.
Glauner verstarb am 7. Januar 2013.

## Lexikalischer Eintrag
- Jürgen Wölfer: Jazz in Deutschland. Das Lexikon. Alle Musiker und Plattenfirmen von 1920 bis heute. Hannibal Verlag, St. Höfen 2008